# Agiorgitiko
Il Agiorgitiko (in greco Αγιωργίτικο?; noto anche come Aghiorghitiko) è un vitigno a bacca nera diffuso in Grecia soprattutto nel Peloponneso nella zona intorno a Nemea. Viene coltivato principalmente tra i 300 e i 700 metri. Il vino rosso omonimo che se ne ricava viene chiamato anche il Sangue di Eracle o San Giorgio.

## Storia

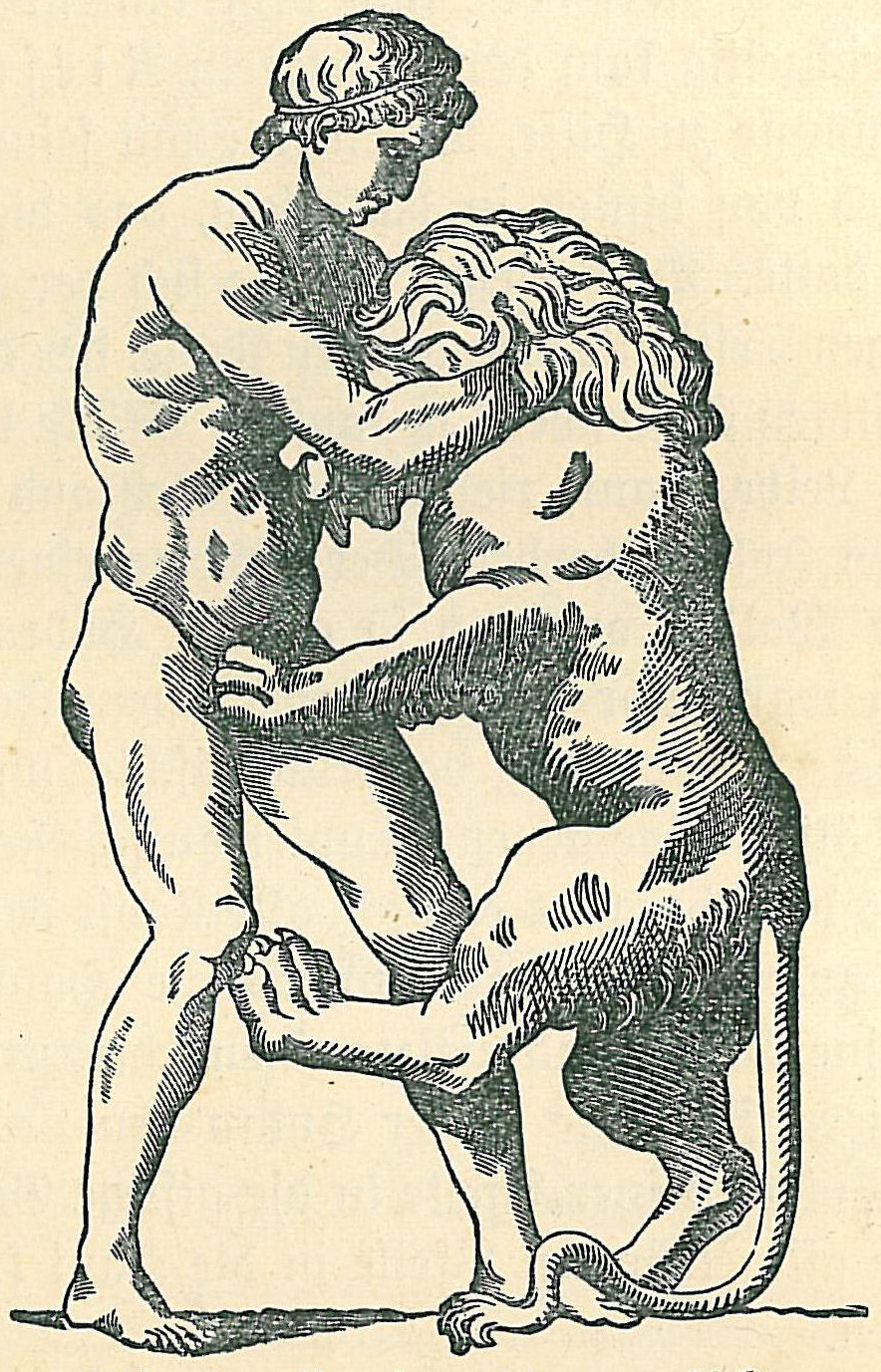
A Nemea, il vino Agiorgitiko della regione è soprannominato il "Sangue di Ercole" in base alla leggenda dell'eroe greco che uccide il leone di Nemea.

Gli ampelografi ritengono che Agiorgitiko sia originario della Grecia, probabilmente le regioni dell'Argolide e della Corinzia del Peloponneso, ma esistono racconti apocrifi sull'uva coltivata nell'antica Grecia, non ci sono prove storiche o genetiche a sostegno di quei racconti. A Nemea, il vino prodotto da Agiorgitiko è soprannominato il "Sangue di Ercole" a causa della leggenda che dopo che l'eroe greco uccise il leone di Nemea, fu il vino locale di Nemea prodotto da Agiorgitiko che consumava. (Alcune versioni della storia hanno Ercole che consuma il vino prima di uccidere il leone.) Un'altra leggenda afferma che il vino era uno dei preferiti di palazzo del re Agamennone che guidò le forze greche durante la guerra di Troia.
Il nome Agiorgitiko significa letteralmente "uva di San Giorgio" che potrebbe essere un riferimento alla cappella di San Giorgio a Nemea o al giorno di San Giorgio che viene celebrato a novembre nel periodo della vendemmia in alcune Chiese ortodosse orientali. Tuttavia, in molte delle zone greche dove viene coltivato l'Agiorgitiko, ad aprile o maggio si celebra il giorno di San Giorgio, il che mette in dubbio la teoria che il nome dell'uva sia affiliato alla festa. Un'altra teoria è che l'uva prende il nome da una delle tante città greche intitolate al santo cristiano.
I principali proprietari terrieri di Nemea erano la chiesa ei monaci del monastero di San Giorgio di Feneos si occupavano dei vigneti e raccoglievano l'uva per fare il vino nel monastero per la comunione. Questa è un'altra teoria sulla denominazione del vino di San Giorgio è dopo il monastero di San Giorgio di Feneos.

## Viticoltura
Agiorgitiko tende a produrre piccoli grappoli di bacche piccole e dalla buccia spessa. La vite è altamente soggetta a malattie e il Master of Wine Jancis Robinson ha notato che "praticamente tutte le viti di Agiorgitiko piantate in Grecia sono infettate dal virus". A seconda del virus e dell'età della vite, ciò può portare a problemi di maturazione e resa che possono influire sulla qualità risultante del vino.
L'uva è una varietà a germogliamento e maturazione tardiva che tende a produrre rese elevate se non tenuta sotto controllo dalla potatura invernale o dalla vendemmia verde.

## Coltivazione

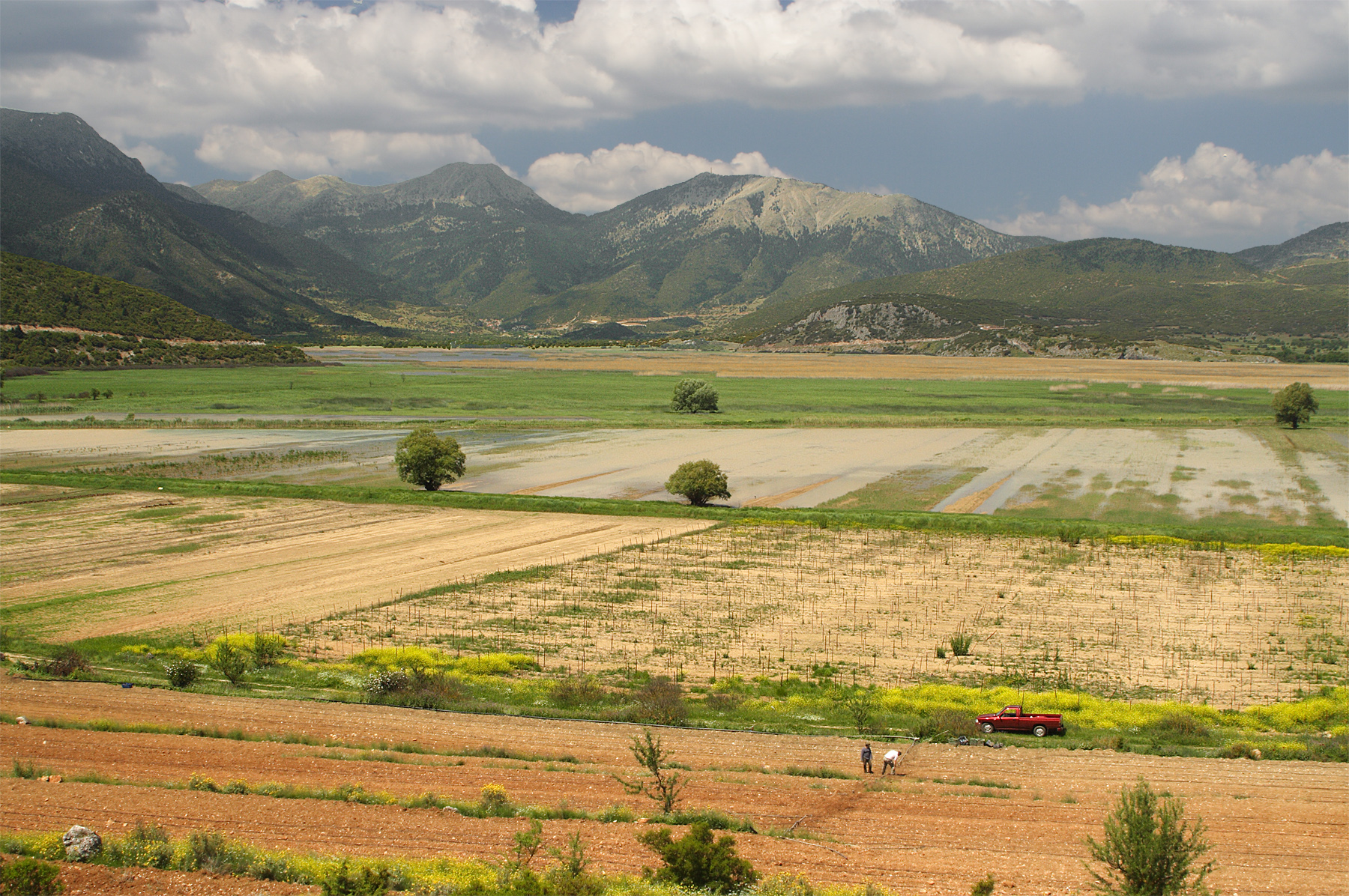
Agiorgitiko è ampiamente piantato nella regione greca del Peloponneso.

Nel 2012, l'Agiorgitiko è stato il vitigno a bacca rossa più coltivato in Grecia con 5.202 ettari, in Attica, 3.204 ettari nel Peloponneso e ulteriori impianti in Macedonia ed Epiro. L'uva è più ampiamente associata ai vini rossi secchi e dolci di Nemea nel Peloponneso nord-orientale.

## Sinonimi
Nel corso degli anni, Agiorgitiko è stato conosciuto con vari sinonimi tra cui: Aghiorghitico, Aigeorgitiko, Mavro (Nero o Scuro), Mavro Nemeas (in Nemea), Mavronemeas, Mavrostaphylo Mavraki, Mavroudi Nemeas, Nemeas Mavro, Nemeas Mavroudi e San Giorgio.